# 亞西諾韋 (科托夫斯克區)
47°44′45″N 29°19′6″E / 47.74583°N 29.31833°E
亞西諾韋（烏克蘭語：Ясинове）是位於烏克蘭西南部的村莊，由敖德萨州波季利斯克区的庫亞利尼克市鎮負責管轄。該村始建於1908年，面積0.23平方公里，海拔高度210米，2001年人口29，人口密度每平方公里126.09人。